# Nina Sorokina

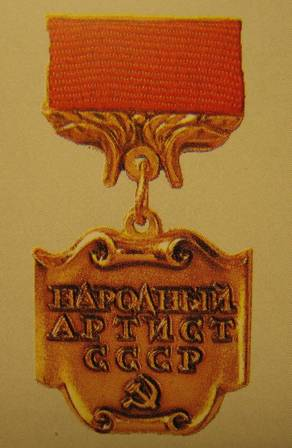
Utmärkelse som Folkets artist i Sovjetunionen, 1987.

Nina Sorokina, ryska Нина Сорокина, född 13 maj 1942 i Elektrostal, Moskva oblast, död 8 oktober 2011 i Moskva, var en rysk ballerina som var verksam vid Bolsjojbaletten. Hon var gift med dansaren Jurij Vladimirov, som har varit verksam vid samma balett, och de fick båda motta priset som Folkets artist i Sovjetunionen 1987.
Sorokina vann guldmedalj i den internationella balettävlingen i Varna 1966, och vid den första internationella balettävlingen i Moskva 1969. 1974 deltog hon i filmatiseringen av balettversionen av boken Anna Karenina.